# Ходіння по муках (фільм, 1959)
Про однойменний радянський багатосерійний телевізійний художній фільм див. Ходіння по муках (фільм, 1977)
«Ходіння по муках» — радянський повнометражний художній фільм-історична драма в трьох частинах за однойменним романом Олексія Толстого, його перша екранізація. Знятий Григорієм Рошалем на кіностудії «Мосфільм» в 1957—1959 роках.
Три частини фільму названі, так само як книги трилогії А. Толстого: «Сестри» (1957), «Вісімнадцятий рік» (1958) і «Похмурий ранок» (1959)

## Сюжет
Фільм присвячений долі двох сестер — Каті й Даші, на тлі розвалу Російської імперії і Громадянської війни, і їх історіям кохання відповідно до Рощиного і Телєгіного. Екранізація слідує тексту роману зі скороченнями, пов'язаними з кіноформатом.

### Фільм №1. «Сестри»
1914 рік: показана безмовна сцена поїздки Каті з Бессоновим в прольотці. Далі слідує візит Даші на квартиру Телєгіна, вечір футуристів і знайомство з Телєгіним. Епізод скороминущої зустрічі Даші з Телєгіним вже навесні, коли вона не помічає його. Фіалки в подарунок від Бессонова і зізнання Каті в любові до нього. Вечірній прийом у Смоковникова і презентація «Сучасної Венери». Телєгін стає свідком страйку на заводі та розстрілу робітників. Даша приходить до Безсонова і пізніше вимовляє сестрі, після чого Катя зізнається чоловікові в зраді. Сестри роз'їжджаються з Петербурга: Катя — в Париж, а Даша складає іспити і їде до батька в Самару. На волзькому пароплаві вона знову зустрічає Телєгіна.
У батьківській квартирі Даша чує новину про вбивство ерцгерцога. Батько відправляє Дашу в Крим, щоб вона знайшла Катіного чоловіка Миколу Івановича і щоб той врятував Катю від її душевних вагань в Парижі. У Криму Бессонов лізе у вікно спаленьки Даші, але вона виганяє його. Нова випадкова зустріч з Телєгіним, який приїхав до неї попрощатися перед відходом на фронт, — починається Перша світова війна.
Даша отримує звістку про зникнення Телєгіна на фронті безвісти й починає працювати медсестрою. Катя повертається до Росії, і сім'я знову збирається в Москві, де Микола Іванович вперше приводить до хати Вадима Рощина. Телєгін тим часом перебуває в полоні, і після бунту, що спалахнув через самогубство російського офіцера, постає перед судом, звідки примудряється втекти. Катя також йде в медсестри. Настає 1917 рік: Рощин приходить до неї попрощатися перед від'їздом в чинну армію, і вони зізнаються один одному у своїх почуттях. Телєгін же приїжджає в Москву і знаходить Дашу в госпіталі.
Він їде в Петербург, де проходять численні демонстрації. Під час Лютневої революції Телєгін в Москві з Дашею. (В цій частині фільму — численні групові зйомки натовпу з транспарантами на тлі впізнаваних пам'яток обох столиць). Герої стають свідками засідання Ради робітничих депутатів. Молодята Даша і Телєгін поселяються в напівпорожній квартирі в Петрограді. Микола Іванович на фронті, агітуючи солдат, каже щось невдале, і його лінчують. Пізніше в Петрограді сестри розповідають таємниці про Рощина у квартирі Телєгіна, який пізніше приходить в гості вечеряти перед відходом в Добровольчу армію.

### Фільм №2. «Вісімнадцятий рік»
1918 рік. У засніженому голодному Петрограді Телєгін на радянському мітингу зустрічає робочого Рубльова. У замерзлій квартирі сидить Даша в депресії після втрати дитини. Вона вирішує розлучитися з Телєгіним, який у підсумку їде воювати за Ради на Кубань.
Катя ж їде в поїзді з Вадимом в Ростов, і по дорозі вони зустрічають Олексія Красильникова, його колишнього вістового. У Ростові-на-Дону, в гостях, Тьотькін, колишній товариш по службі Рощина, дає притулок Каті після сварки з Рощиним. Він пробирається в Білу армію, де знайомиться з Онолі. Білі намагаються взяти Катеринодар, але генерал Корнілов гине напередодні атаки.
Телєгін в степах зустрічається з Рубльовим, надісланим в армію під командуванням Сорокіна комісаром. Вони відправляються в штаб Сорокіна за наказом про допомогу полку «Пролетарська свобода» і отримують відмову. (У фільмі позитивний робітник Рубльов, на відміну від книги, стає важливим персонажем і займає місце інших героїв — наприклад, за текстом Толстого, супутником Телєгіна був комісар Соколовський). Потім Телєгін і Рубльов спостерігають, як Сорокін молодецьким наскоком утихомирює обурення своїх солдатів.
Поручик Онолі стріляє в спину Рощину. Комісар Гимза відправляє Телєгіна в центр з посланням про те, що Сорокін перетворюється на диктатора. Онолі повідомляє Каті про загибель Рощина. У поїзді вона розмовляє з німцем і залишає йому свою адресу, потім поїзд грабують махновці, і її беруть в полон. В результаті Катю веде Красильников. Рощин приїжджає до Тьотькіна в пошуках Каті, потім вирушає з ним до Катеринослава.

### Фільм №3. «Похмурий ранок»
Третій фільм кінотрилогії закінчує оповідання про громадянську війну в Росії 1918—1920 років. Взаємини двох люблячих пар, що розгортаються на тлі історичних подій, приходять до логічного фіналу.

## У ролях

### У головних ролях
| Актор            | Роль    |
| ---------------- | ------- |
| Руфіна Ніфонтова | Катя    |
| Ніна Веселовська | Даша    |
| Вадим Медведєв   | Телєгін |
| Микола Гриценко  | Рощин   |

### У ролях

#### Фільм №1. «Сестри»
| Актор               | Роль                                               |
| ------------------- | -------------------------------------------------- |
| Віктор Шарлахов     | Смоковников Микола Іванович, адвокат, чоловік Каті |
| Володимир Муравйов  | Булавін Дмитро Степанович, батько Каті і Даші      |
| Владлен Давидов     | Бессонов Олексій Олексійович, поет-декадент        |
| Павло Винников      | Тьотькін                                           |
| Сергій Яковлєв      | Рубльов Василь, робітник                           |
| Віктор Яковлєв      | Мельшин, полонений офіцер                          |
| Петро Модников      | Жуков, полонений офіцер                            |
| Алевтина Рум'янцева | дівчина (немає в титрах)                           |
| Віра Бурлакова      | епізод                                             |

#### Фільм №2. «Вісімнадцятий рік»
| Актор              | Роль                                                  |
| ------------------ | ----------------------------------------------------- |
| Майя Булгакова     | Агрипина Чебрець                                      |
| Віктор Авдюшко     | Іван Гора                                             |
| Сергій Яковлєв     | Рубльов Василь, робітник                              |
| Павло Винников     | Тьотькін                                              |
| Віктор Яковлєв     | Мельшин, полонений офіцер                             |
| Євген Матвєєв      | Сорокін, головком                                     |
| Григорій Кирилов   | Бєляков, начальник штабу Сорокіна                     |
| Володимир Муравйов | Булавін Дмитро Степанович, батько Каті і Даші         |
| Леонід Пархоменко  | Олексій Красильников                                  |
| Євген Тетерін      | німець, попутник Каті                                 |
| Михайло Козаков    | Онолі, поручик Білої армії, недруг Рощина             |
| Олександр Смирнов  | Тєплов, офіцер Білої армії, знайомий Рощина           |
| Володимир Сез      | фон Мекке, офіцер Білої армії, знайомий Рощина        |
| Костянтин Немоляєв | Говядін Семен Семенович, самарський залицяльник Даші  |
| Віктор Адаменко    | Нефьодов Кузьма Кузьмич, попутник Даші, дяк-розстрига |

#### Фільм №3. «Похмурий ранок»
| Актор               | Роль                                                  |
| ------------------- | ----------------------------------------------------- |
| Майя Булгакова      | Агрипина Чебрець                                      |
| Віктор Авдюшко      | Іван Гора                                             |
| Павло Винник        | Тьотькін                                              |
| Леонід Пархоменко   | Олексій Красильников                                  |
| Петро Модников      | староста                                              |
| Віктор Адаменко     | Нефьодов Кузьма Кузьмич, попутник Даші, дяк-розстрига |
| Любов Соколова      | Онися                                                 |
| Наталія Кустинська  | Маруся                                                |
| Нонна Мордюкова     | Мотря Красильникова                                   |
| Борис Андрєєв       | матрос Чугай                                          |
| Анатолій Соловйов   | Латугін                                               |
| Віталій Матвєєв     | Нестор Іванович Махно                                 |
| Володимир Бєлокуров | Льова Задов                                           |
| Володимир Таскін    | Чорний, ідейний анархіст                              |
| Віктор Яковлєв      | Мельшин, полонений офіцер                             |
| Олег Голубицький    | Михайло Шаригін                                       |
| Семен Свашенко      | Яків                                                  |
| Олександр Титов     | Чесноков, командир бригади                            |
| Ніна Меньшикова     | Онися                                                 |
| Микола Гладков      | голова ревкому Катеринослава                          |
| Віра Бурлакова      | епізод                                                |

## Знімальна група
- Режисер-постановник: Григорій Рошаль
- Сценарій: Борис Чирсков
- Оператор-постановник: Леонід Косматов
- Композитор: Дмитро Кабалевський
- Художник-постановник: Йосип Шпінель
- Звукооператор: Лев Трахтенберг
- Художник по костюмах: Ольга Кручиніна
- Художник-гример: Є. Ломова
- Другі режисери: Мері Анджапарідзе, М. Заржицька, К. Полонський
- Другий оператор: Володимир Мінаєв
- Монтаж: Єва Ладиженська
- Редактор: Н. Рудакова
- Комбіновані зйомки:

* Оператор: Борис Арецький
* Художник: Людмила Александровська
- Заступник директора картини: Сергій Каграманов
- Директор картини: Віктор Циргіладзе: Військові консультанти:
- Генерал-лейтенант інженерно-технічної служби Валентин Орловський
- Генерал-лейтенант Микола Осликовський: Оркестр Управління по виробництву фільмів
- Диригент: Дмитро Кабалевський